# Denmark (Carolina del Sud)
Denmark és una població dels Estats Units a l'estat de Carolina del Sud. Segons el cens del 2000 tenia 3.328 habitants.

## Demografia
Segons el cens del 2000, Denmark tenia 3.328 habitants, 1.331 habitatges i 846 famílies. La densitat de població era de 422,7 habitants/km².
Dels 1.331 habitatges en un 29,8% hi vivien nens de menys de 18 anys, en un 30,2% hi vivien parelles casades, en un 27,5% dones solteres, i en un 36,4% no eren unitats familiars. En el 32% dels habitatges hi vivien persones soles l'11,7% de les quals corresponia a persones de 65 anys o més que vivien soles. El nombre mitjà de persones vivint en cada habitatge era de 2,47 i el nombre mitjà de persones que vivien en cada família era de 3,15.
Per edats la població es repartia de la següent manera: un 26,8% tenia menys de 18 anys, un 9,7% entre 18 i 24, un 24,7% entre 25 i 44, un 24,1% de 45 a 60 i un 14,7% 65 anys o més.
L'edat mediana era de 36 anys. Per cada 100 dones de 18 o més anys hi havia 82,6 homes.
La renda mediana per habitatge era de 17.578 $ i la renda mediana per família de 22.346 $. Els homes tenien una renda mediana de 22.110 $ mentre que les dones 13.767 $. La renda per capita de la població era d'11.243 $. Entorn del 33,4% de les famílies i el 35,2% de la població estaven per davall del llindar de pobresa.

## Poblacions més properes
El següent diagrama mostra les poblacions més properes.